# یکشنبه مردگان
یکشنبه مردگان (انگلیسی: Totensonntag) اویگ‌کیتسسونتاگ یا توتنفست نیز نامیده می‌شود، یک جشن مذهبی پروتستانی در آلمان و سوئیس است که به یاد کسانی است که با ایمان از دنیا رفته‌اند. آخرین یکشنبه سال عبادی در کلیسای انجیلی آلمان و کرک پروتستان در هلند است.